# João Azevedo
João Paulo Matias de Azevedo (Vila do Conde, 13 de marzo de 1984) es un deportista portugués que compite en tiro, en la modalidad de tiro al plato.
Ganó una medalla de oro en el Campeonato Mundial de Tiro de 2023 y dos medallas de bronce en el Campeonato Europeo de Tiro, en los años 2016 y 2022.

## Palmarés internacional
| Campeonato Mundial | Campeonato Mundial | Campeonato Mundial | Campeonato Mundial |
| Año                | Lugar              | Medalla            | Prueba             |
| ------------------ | ------------------ | ------------------ | ------------------ |
| 2023               | Bakú (Azerbaiyán)  | Medalla de oro     | Foso mixto         |
| Campeonato Europeo |                    |                    |                    |
| Año                | Lugar              | Medalla            | Prueba             |
| 2016               | Lonato (Italia)    | Medalla de bronce  | Foso               |
| 2022               | Lárnaca (Chipre)   | Medalla de bronce  | Foso mixto         |